# Monesterio
Monesterio je španělská obec, situovaná v provincii Badajoz (autonomní společenství Extremadura).

## Poloha
Obec leží na severní straně pohoří Sierra Morena v nadmořské výšce 740 až 770 metrů, asi 44,5 km od Zafry a 120 km od města Badajoz. Patří do okresu Tentudía a soudního okresu Zafra. Obcí prochází římská cesta Vía de la Plata ze Sevilly do Gijónu, dálnice A-66 (Ruta de la Plata) a silnice E-803. 

## Historie
Nejstarší stopy osídlení zde tvoří kamenné dolmény z megalitického období. Dále oblast obývali Keltové a v době římské byla křižovatkou na obchodních stezkách a nazývala se Curiga. 
Od Maurů byla provincie Bajadoz osvobozena při reconquistě a  ke Španělsku připojena roku 1240 vojskem Ferdinanda III. Kastilského. Během té doby se stará obchodní cesta proměnila v poutní cestu k hrobu apoštola Jakuba v Santiagu de Compostela. Oblast byla dlouho pod správou Řádu rytířů sv. Jakuba od meče (jehož emblém má obec ve znaku), ale její regionální centrum se přesunulo do sousedního města Llerena. Nový název obci dalo založení kláštera. Tradice dlouhodobé maurské okupace se projevila v mudejarském stylu architektury zdejšího farního chrámu. 
V roce 1632 jmenoval král Filip IV. Španělský bankéře italského původu, Octavia Centurióna, markýzem z Monesteria a potvrdil tak jeho nárok na vládu panství. 
V roce 1834 se obec stala součástí soudního okresu Fuente de Cantos. V roce 1842 čítala obec 324 usedlostí a 1260 obyvatel.

## Památky

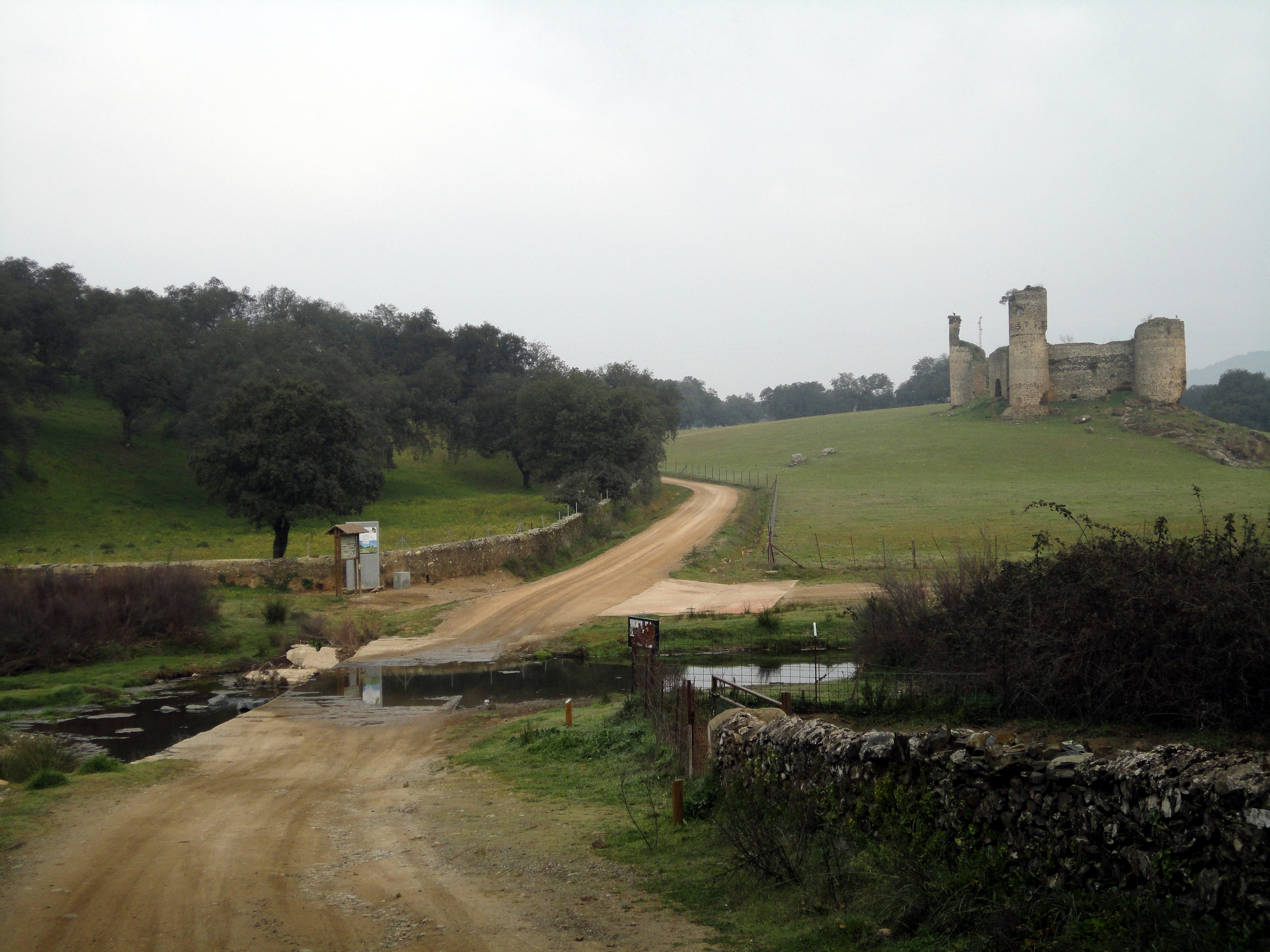
Castillo de las Torres

- Iglésia San Pedro (kostel Svatého Petra) – jednolodní cihlová stavba z konce 15. století, v mudejarském stylu, má významný pozdně barokní oltářní retábl.
- Castillo de las Torres – ruiny středověkého hradu typu kastel, na čtvercovém půdorysu se čtyřmi nárožními věžemi; dochovány východně od obce
- Vodní nádrž (foto v infoboxu) – napajedlo pro dobytek v někdejším hospodářském dvoře

## Odkazy

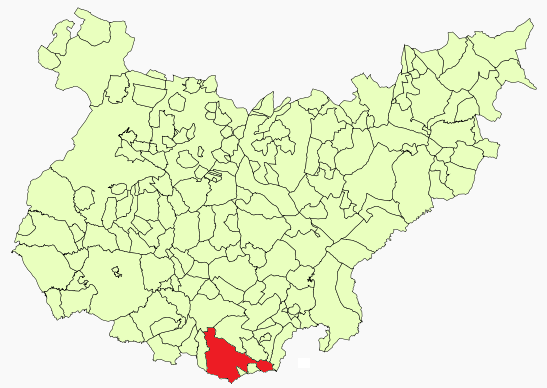
Poloha obce v provincii Badajoz

## Demografie
| Populace obce Monesterio z let (1842–2010) | Populace obce Monesterio z let (1842–2010) | Populace obce Monesterio z let (1842–2010) | Populace obce Monesterio z let (1842–2010) | Populace obce Monesterio z let (1842–2010) | Populace obce Monesterio z let (1842–2010) | Populace obce Monesterio z let (1842–2010) | Populace obce Monesterio z let (1842–2010) | Populace obce Monesterio z let (1842–2010) | Populace obce Monesterio z let (1842–2010) | Populace obce Monesterio z let (1842–2010) | Populace obce Monesterio z let (1842–2010) | Populace obce Monesterio z let (1842–2010) | Populace obce Monesterio z let (1842–2010) | Populace obce Monesterio z let (1842–2010) | Populace obce Monesterio z let (1842–2010) | Populace obce Monesterio z let (1842–2010) | Populace obce Monesterio z let (1842–2010) |
| ------------------------------------------ | ------------------------------------------ | ------------------------------------------ | ------------------------------------------ | ------------------------------------------ | ------------------------------------------ | ------------------------------------------ | ------------------------------------------ | ------------------------------------------ | ------------------------------------------ | ------------------------------------------ | ------------------------------------------ | ------------------------------------------ | ------------------------------------------ | ------------------------------------------ | ------------------------------------------ | ------------------------------------------ | ------------------------------------------ |
| 1842                                       | 1857                                       | 1860                                       | 1877                                       | 1887                                       | 1897                                       | 1900                                       | 1910                                       | 1920                                       | 1930                                       | 1940                                       | 1950                                       | 1960                                       | 1970                                       | 1981                                       | 1991                                       | 2001                                       | 2010                                       |
| 2 410                                      | 3 730                                      | 3 912                                      | 4 804                                      | 4 782                                      | 4 767                                      | 4 864                                      | 5 822                                      | 6 948                                      | 6 969                                      | 7 176                                      | 7 291                                      | 8 163                                      | 5 923                                      | 6 065                                      | 5 202                                      | 4 369                                      | 4 414                                      |